# Passage du calendrier julien au calendrier grégorien
Le passage du calendrier julien au calendrier grégorien, promulgué par le pape Grégoire XIII en février 1582, a eu lieu dans un court délai, souvent moins d'un an, dans la plupart des pays catholiques ; en revanche, les pays protestants comme les pays orthodoxes ont alors ignoré ou refusé ce changement, du fait qu'ils récusaient l'autorité religieuse du pape, et, a fortiori, les pays non chrétiens (musulmans, hindouistes, bouddhistes, etc.).
Le changement consistait dans la suppression de trois années bissextiles sur une période de 400 ans, afin d'empêcher une dérive (assez faible) du calendrier par rapport aux événements astronomiques connus de longue date (équinoxes et solstices) ; mais cela avait un aspect immédiat plus difficilement admissible : la suppression de dix jours, afin de rattraper le retard accumulé depuis l'Antiquité : par exemple, dans le royaume de France, la datation de 1582 est passée du 9 décembre au 20 décembre.
Les pays protestants et les pays orthodoxes ont accepté ce changement dans un délai plus ou moins long, entre 1700 et 1923, de même que certains pays musulmans au XIXe siècle ou au XXe siècle, l'adoption du calendrier grégorien n'entraînant pas nécessairement la disparition complète du calendrier précédemment en usage.
D'une façon plus générale, le calendrier grégorien est aujourd'hui le calendrier international de référence.
La coexistence pendant une longue période de deux calendriers chrétiens, le calendrier julien, d'origine romaine, et le calendrier grégorien, nécessitait parfois de préciser lequel était utilisé pour une date donnée : une date du calendrier julien était dite « ancien style » (« a.s. ») et une du calendrier grégorien « nouveau style » (« n.s. »). 
Une autre pratique consistait à juxtaposer la date julienne et la date grégorienne sur les documents officiels : par exemple, de 1815 à 1918, dans le royaume de Pologne, où le calendrier grégorien était en usage depuis 1582, mais qui était devenu une possession des tsars de Russie, attachés au calendrier julien.

## Différences entre les calendriers julien et grégorien

### Des évaluations différentes de la durée de l'année tropique
Le calendrier julien est fondé sur une évaluation de la durée de l'année astronomique (ou année tropique) à 365,25 jours, d'où l'addition d'un jour tous les quatre ans afin d'éviter une dérive sensible à moyen terme.
Mais en réalité, la durée de l'année astronomique est légèrement plus courte, 365,2422 jours (approximativement), ce qui entraîne une dérive (retard) peu sensible à moyen terme (siècle), mais qui le devient à long terme (millénaire).

### Des années bissextiles moins nombreuses dans le calendrier grégorien
Dans le calendrier julien, toutes les années multiples de quatre sont bissextiles, ce qui génère un décalage (retard) d’environ 3 jours par 400 ans par rapport à l’année astronomique.
Pour corriger cela, dans le calendrier grégorien, trois années séculaires sur quatre ne sont pas bissextiles : on parle alors d'« années communes ». Par exemple, les années séculaires 1700, 1800 et 1900, bissextiles dans le calendrier julien, sont communes dans le calendrier grégorien. Restent bissextiles les années séculaires multiples de 400 (1600, 2000, 2400, 2800, 3200, etc.), qui sont donc bissextiles dans les deux calendriers.
Le calendrier julien « retarde » par rapport à l'année tropique. Ce retard était de 12,7 jours lors de l'instauration du calendrier grégorien en 1582, en se référant à l'année d'instauration du calendrier julien (-45). Mais la correction promulguée par Grégoire XIII a été de seulement 10 jours, en se référant à la date de promulgation de l'édit de Milan par l'empereur Constantin (313).
Le retard du calendrier julien augmente d'un jour par siècle, sauf à la fin des XVIe et XXe siècles. Le décalage est actuellement de 13 jours.

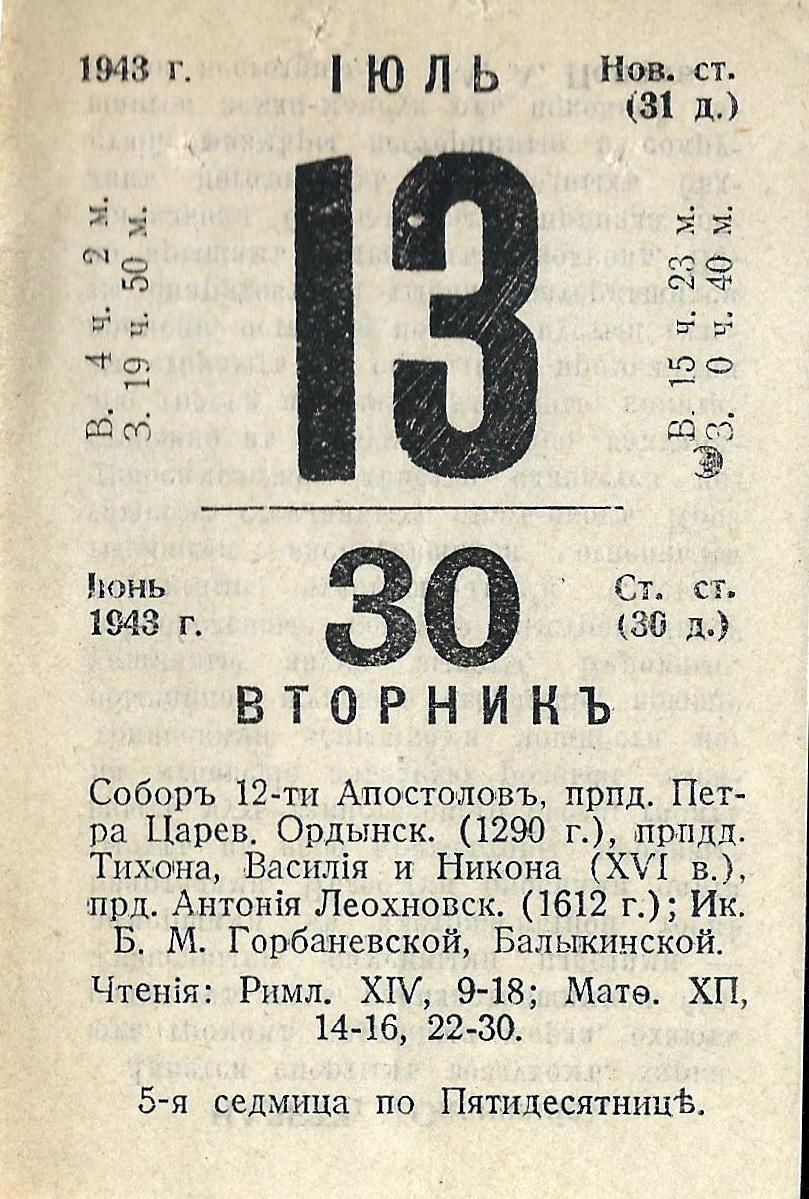
Feuille de calendrier mural russe (1943) : mardi 13 juillet (grégorien, « nouveau style ») / 30 juin (julien, « ancien style »).

### Nombre de jours de retard du calendrier julien sur le calendrier grégorien
| De        | À            | Ajouter  | Explication |
| --------- | ------------ | -------- | --- |
| mars 4    | février 100  | −2 jours | 4 fut la première année à partir de laquelle les années bissextiles se déroulent régulièrement tous les 4 ans sur le calendrier julien |
| mars 100  | février 200  | −1 jour  | 100 fut une année commune : il n'y a pas eu de 29 février 100 dans le calendrier grégorien                                             |
| mars 200  | février 300  | 0 jours  | 200 fut une année commune : il n'y a pas eu de 29 février 200 dans le calendrier grégorien                                             |
| mars 300  | février 400  | 1 jour   | 300 fut une année commune : il n'y a pas eu de 29 février 300 dans le calendrier grégorien                                             |
| mars 400  | février 500  | 1 jour   | 400 fut une année bissextile : il y a eu un 29 février 400 dans le calendrier grégorien également                                      |
| mars 500  | février 600  | 2 jours  | 500 fut une année commune : il n'y a pas eu de 29 février 500 dans le calendrier grégorien                                             |
| mars 600  | février 700  | 3 jours  | 600 fut une année commune : il n'y a pas eu de 29 février 600 dans le calendrier grégorien                                             |
| mars 700  | février 800  | 4 jours  | 700 fut une année commune : il n'y a pas eu de 29 février 700 dans le calendrier grégorien                                             |
| mars 800  | février 900  | 4 jours  | 800 fut une année bissextile : il y a eu un 29 février 800 dans le calendrier grégorien également                                      |
| mars 900  | février 1000 | 5 jours  | 900 fut une année commune : il n'y a pas eu de 29 février 900 dans le calendrier grégorien                                             |
| mars 1000 | février 1100 | 6 jours  | 1000 fut une année commune : il n'y a pas eu de 29 février 1000 dans le calendrier grégorien                                           |
| mars 1100 | février 1200 | 7 jours  | 1100 fut une année commune : il n'y a pas eu de 29 février 1100 dans le calendrier grégorien                                           |
| mars 1200 | février 1300 | 7 jours  | 1200 fut une année bissextile : il y a eu un 29 février 1200 dans le calendrier grégorien également                                    |
| mars 1300 | février 1400 | 8 jours  | 1300 fut une année commune : il n'y a pas eu de 29 février 1300 dans le calendrier grégorien                                           |
| mars 1400 | février 1500 | 9 jours  | 1400 fut une année commune : il n'y a pas eu de 29 février 1400 dans le calendrier grégorien                                           |
| mars 1500 | février 1600 | 10 jours | 1500 fut une année commune : il n'y a pas eu de 29 février 1500 dans le calendrier grégorien                                           |
| mars 1600 | février 1700 | 10 jours | 1600 fut une année bissextile : il y a eu un 29 février 1600 dans le calendrier grégorien également                                    |
| mars 1700 | février 1800 | 11 jours | 1700 fut une année commune : il n'y a pas eu de 29 février 1700 dans le calendrier grégorien                                           |
| mars 1800 | février 1900 | 12 jours | 1800 fut une année commune : il n'y a pas eu de 29 février 1800 dans le calendrier grégorien                                           |
| mars 1900 | février 2000 | 13 jours | 1900 fut une année commune : il n'y a pas eu de 29 février 1900 dans le calendrier grégorien                                           |
| mars 2000 | février 2100 | 13 jours | 2000 fut une année bissextile : il y a eu un 29 février 2000 dans le calendrier grégorien également                                    |
| mars 2100 | février 2200 | 14 jours | 2100 sera une année commune : il n'y aura pas de 29 février 2100 dans le calendrier grégorien                                          |
| mars 2200 | février 2300 | 15 jours | 2200 sera une année commune : il n'y aura pas de 29 février 2200 dans le calendrier grégorien                                          |
| mars 2300 | février 2400 | 16 jours | 2300 sera une année commune : il n'y aura pas de 29 février 2300 dans le calendrier grégorien                                          |
| mars 2400 | février 2500 | 16 jours | 2400 sera une année bissextile : il y aura un 29 février 2400 dans le calendrier grégorien également                                   |
| mars 2500 | février 2600 | 17 jours | 2500 sera une année commune : il n'y aura pas de 29 février 2500 dans le calendrier grégorien                                          |

Bien entendu, ces valeurs sont théoriques avant 1600 : le calendrier grégorien n'est jamais utilisé pour dater des évènements précédant  1582. D'autre part, le changement du calendrier modifie seulement les dates (le quantième) et non les jours de la semaine. Lors de l'instauration du calendrier grégorien par exemple, le jeudi 4 octobre 1582 a été remplacé par le jeudi 14 octobre 1582, et le vendredi 5 octobre 1582 a été remplacé par le vendredi 15 octobre 1582.

## Adoption du calendrier grégorien dans les pays catholiques (XVIesiècle)
En mars 1582 du calendrier grégorien, le pape Grégoire XIII promulgue la bulle Inter gravissimas, selon laquelle le jeudi 4 octobre 1582 devait être immédiatement suivi du vendredi 15 octobre, afin de compenser le décalage accumulé depuis le premier concile de Nicée en 325, qui avait formalisé le mode de calcul de la date de Pâques.
La bulle est effectivement appliquée le 4 octobre dans les États pontificaux, ainsi que dans les différents États de la péninsule italienne, dans les royaumes de Castille, d'Aragon et de Navarre, au Portugal, dans le duché de Savoie.
En France, sauf en Alsace, Henri III l'adopte le 9 décembre 1582, suivi du 20 décembre 1582.
Les États catholiques du Saint-Empire font de même, mais dans le royaume de Bohême, les protestants résistent au calendrier imposé par la monarchie des Habsbourg.
Un cas particulier est celui des Dix-Sept Provinces des Pays-Bas, qui sont des possessions de Philippe II, mais qui sont engagées depuis 1568 dans un soulèvement contre lui, ce qu'on appelle la guerre de Quatre-Vingts Ans (1568-1648). En juillet 1581, les États généraux des provinces insurgées, qui forment l'union d'Utrecht, ont proclamé la déchéance de Philippe II de ses droits sur les Pays-Bas (acte de La Haye). Malgré cela, l'adoption du calendrier grégorien commence dès cette époque : le duché de Brabant et le comté de Zélande, ainsi que les États généraux[réf. nécessaire] l'adoptent le 25 décembre 1582 ; les provinces du sud des Pays-Bas, qui forment l'union d'Arras loyaliste, le 1er janvier 1583 ; le comté de Hollande le 12 janvier 1583 (la Zélande et la Hollande étant des provinces insurgées).
En Suisse, les sept cantons catholiques adoptent le nouveau calendrier en 1584, passant du 12 au 22 janvier.

## Adoption dans les pays protestants (XVIIIesiècle)
La plupart des protestants s'opposent d'abord à l'adoption de cette innovation « papiste », certains craignant que le nouveau calendrier ne fît partie d'un complot visant à les renvoyer dans le giron catholique[réf. nécessaire].
En général, il faut attendre le XVIIIe siècle pour que les pays protestants adoptent le nouveau calendrier, à une époque où les passions religieuses sont affaiblies.
On doit cependant noter l'adoption immédiate du calendrier grégorien par deux des provinces des Pays-Bas insurgées contre Philippe II : la Hollande et la Zélande.

### Le cas particulier de la Hollande et de la Zélande (Provinces-Unies)
Depuis 1568, les dix-sept provinces des Pays-bas sont en proie à l'insurrection déclenchée en 1568 contre Philippe II, roi d'Espagne et souverain des Pays-Bas des Habsbourg.
La bulle pontificale intervient à un moment crucial de l'insurrection : en 1579, les provinces loyalistes (Artois et Hainaut, notamment) forment l'union d'Arras, les provinces et villes insurgées l'union d'Utrecht (provinces du nord, ainsi que le comté de Flandre et le duché de Brabant) ; en 1581, les États généraux de l'union d'Utrecht prononcent la déchéance de Philippe II (acte de La Haye, marquant le début des Provinces-Unies) et le remplacent par le duc François d'Anjou, frère du roi de France Henri III, catholique modéré, couronné duc de Brabant en février 1582. Mais le véritable chef de l'insurrection est le prince Guillaume d'Orange (le Taciturne), commandant en chef et stathouder de Hollande et de Zélande, qui est protestant, mais sans fanatisme.
Ces deux provinces adoptent le calendrier grégorien dès 1582, à la suite des provinces du sud. À cette date, l'objectif de Guillaume d'Orange est toujours l'indépendance des dix-sept provinces. En adoptant le calendrier grégorien, la Hollande et la Zélande marquent leur souci de ne pas rompre totalement avec les provinces catholiques.
Les cinq autres provinces du nord des Pays-Bas en revanche n'adoptent le calendrier grégorien qu'au début du XVIIIe siècle : le 12 juillet 1700 (Gueldre), le 12 décembre 1700 (Overijssel et Utrecht), le 12 janvier 1701 (Frise et Groningue) et le 12 mai 1701, pour le territoire de la Drenthe, qui n'a pas le statut de « province ».

### Angleterre et dépendances
En Angleterre, la reine Élisabeth Ire et son conseil privé avaient considéré favorablement une recommandation de la commission royale de type grégorien de supprimer 10 jours du calendrier, mais l'opposition virulente des évêques anglicans, qui affirmaient que le pape était sans aucun doute la quatrième grand bête de Daniel, a conduit la reine à laisser le projet en suspens.
Dans certaines parties de l'Irlande, les rebelles catholiques jusqu'à leur défaite lors de la guerre de Neuf Ans ont maintenu la « nouvelle » Pâques au mépris des autorités fidèles aux Anglais ; plus tard, les catholiques pratiquant en secret ont demandé à la Propaganda Fide de se dispenser d'observer le nouveau calendrier, car cela signalait leur déloyauté.
En promulguant le Calendar (New Style) Act 1750, la Grande-Bretagne et ses colonies (y compris des parties de ce qui est maintenant les États-Unis) ont adopté le calendrier grégorien en 1752, date à laquelle il a fallu le corriger de 11 jours. Le mercredi 2 septembre 1752 a été suivi du jeudi 14 septembre 1752. Les affirmations selon lesquelles les émeutiers exigeaient « Donnez-nous nos onze jours » sont nées d'une mauvaise interprétation d'un tableau de William Hogarth. En Grande-Bretagne, le terme « New Style » a été utilisé pour le calendrier et la loi omet toute reconnaissance du pape Grégoire : l'annexe à la loi a établi un calcul pour la date de Pâques qui a obtenu le même résultat que les règles de Grégoire, sans se référer réellement à lui.
Avec la même loi, l'Empire (sauf l'Écosse, qui l'avait déjà fait à partir de 1600) a changé le début de l'année civile du 5 avril au 1er janvier. Par conséquent, la coutume de la double datation (donnant une date dans les anciens et les nouveaux styles) peut faire référence au changement de calendrier julien/grégorien, ou au changement de début d'année, ou aux deux.
Pour une explication de l'impact sur l'année d'imposition britannique, voir « Calendar (New Style) Act 1750: Reaction and effect ».

### Prusse
Le duché luthérien de Prusse, jusqu'en 1657 encore un fief de la Pologne catholique, fut la première nation protestante à adopter le calendrier grégorien. Sous l'influence de son seigneur lige, le roi de Pologne, il y consentit en 1611. Le 22 août fut donc suivi du 2 septembre 1612. Cependant, ce changement de calendrier ne s'appliquait pas aux autres territoires des Hohenzollern, tels que le Brandebourg basé à Berlin, fief du Saint-Empire romain germanique.

### Danemark
En 1700, grâce à l'influence d'Ole Rømer, le Danemark, qui incluait alors la Norvège, adopta la partie solaire du calendrier grégorien simultanément avec la Brandebourg-Poméranie et d'autres domaines protestants du Saint-Empire romain germanique. Le dimanche 18 février 1700 a été suivi du lundi 1er mars 1700. Aucun de ces États n'a adopté la partie lunaire, calculant plutôt astronomiquement la date de Pâques en utilisant l'instant de l'équinoxe vernal et de la pleine lune selon Kepler. Tables de Rudolphine de 1627 ; cette combinaison était désignée par les domaines protestants comme le « calendrier amélioré » (Verbesserte Kalender) et considérée comme distincte du grégorien. Ils ont finalement adopté le calcul grégorien de Pâques en 1774.

### Suède
La transition de la Suède vers le calendrier grégorien a été difficile et longue. La Suède a commencé à passer du calendrier julien au calendrier grégorien en 1700, mais il a été décidé de procéder progressivement à l'ajustement (alors de 11 jours) en excluant les jours bissextiles (29 février) de chacune des 11 années bissextiles successives, de 1700 à 1740. Pendant ce temps, le calendrier suédois serait en décalage avec le calendrier julien et le calendrier grégorien pendant 40 ans ; en outre, la différence ne serait pas constante mais changerait tous les quatre ans. Ce système avait un potentiel de confusion lors de l'élaboration des dates des événements suédois au cours de cette période de 40 ans. Pour ajouter à la confusion, le système était mal administré et les jours bissextiles qui auraient dû être exclus en 1704 et 1708 ne l'ont pas été. Le calendrier suédois (selon le plan de transition) aurait dû avoir 8 jours de retard sur le grégorien mais avait 10 jours de retard. Le roi Charles XII a reconnu que le changement progressif du nouveau système ne fonctionnait pas et il l'a abandonné. Plutôt que de passer directement au calendrier grégorien, il a été décidé de revenir au calendrier julien. Cela a été réalisé en introduisant la date unique du 30 février 1712, en ajustant l'écart dans les calendriers de 10 à 11 jours. La Suède a finalement adopté la partie solaire du calendrier grégorien en 1753, lorsque le mercredi 17 février a été suivi du jeudi 1er mars. Puisque la Finlande était une partie du royaume de Suède à cette époque, elle en a fait de même. La Finlande, conquise par l'Empire russe en 1809, n'est pas revenue au calendrier julien, puisque l'autonomie était accordée, mais les documents gouvernementaux finlandais étaient datés à la fois dans les styles julien et grégorien. Cette pratique a pris fin lorsque l'indépendance a été acquise en 1917.

### Suisse (cantons et États protestants)
La république de Genève, qui ne fait pas encore partie de la Confédération des cantons suisses, adopte le calendrier grégorien en janvier 1701.
Les treize cantons confédérés le font un peu plus tard au cours du XVIIIe siècle.
Dans les Ligues grisonnes, qui n'entrent dans la Confédération qu'en 1802 (canton des Grisons), le passage a lieu par commune : les communes catholiques assez vite, les communes mixtes au XVIIe siècle, les communes protestantes au XVIIIe siècle, sauf exceptions. Les autorités cantonales décident en 1811 le passage au calendrier grégorien. Les deux communes de Schiers et de Grüsch, sont les dernières entités politiques d'Europe occidentale à l'adopter effectivement en 1812.

## Colonies d'Amérique
La Nouvelle-France et la Nouvelle-Espagne adoptent le nouveau calendrier en 1582, à la suite de leurs métropoles.
Le calendrier grégorien est appliqué dans les colonies britanniques d'Amérique et dans les Treize Colonies à partir de 1752.
En Alaska, territoire qui appartient à la Russie jusqu'en 1867, le changement a lieu après son achat par les États-Unis. En même temps, la ligne de changement de date est déplacée de la frontière est de l'Alaska (incluant des territoires attribués au Canada en 1870-1871) au détroit de Behring. L'Alaska passe du vendredi 6 octobre 1867 au vendredi 18 octobre.

## Europe de l'Est non catholique
L'Europe orientale est répartie entre des pays de tradition catholique (république des Deux Nations ; royaumes de Hongrie et de Croatie, tous deux possessions de la maison de Habsbourg) ; des pays orthodoxes, notamment la Russie, mais aussi des pays sous la domination de l'Empire ottoman, de religion musulmane, jusqu'au XIXe siècle (Grèce, Serbie, Roumanie, Bulgarie) ; des régions largement converties à l'islam (Bosnie-Herzégovine, Albanie)
Le passage au calendrier grégorien a lieu dans les pays orthodoxes et dans l'Empire ottoman au XXe siècle seulement — et certains groupes religieux utilisent encore le calendrier julien à des fins ecclésiastiques.

### Russie
En Russie, le calendrier grégorien est adopté après la révolution d'octobre 1917 (selon le calendrier julien, ou novembre selon le calendrier grégorien). Le 24 janvier 1918, le Conseil des commissaires du peuple publie un décret selon lequel le mercredi 31 janvier 1918 sera suivi du 14 février 1918, supprimant ainsi 13 jours du calendrier. En général, les articles datant des événements de cette époque donnent souvent les dates juliennes et grégoriennes. Par exemple, dans l'article « La révolution d'octobre (novembre) », l’Encyclopædia Britannica utilise le format « 25 octobre (7 novembre en nouveau style) » pour dater le début de la révolution d'octobre.

### Pays sous domination ottomane jusqu'auXIXesiècle
L'Albanie (indépendante de la Turquie en 1912) adopte le calendrier grégorien en 1912.
Le royaume de Bulgarie (indépendant depuis 1908) adopte le calendrier grégorien au cours de la Première Guerre mondiale, le 31 mars 1916 étant suivi du 14 avril 1916.
La Roumanie (indépendante depuis 1878) adopte le calendrier grégorien en 1919, le 31 mars 1919 étant suivi du 14 avril 1919.
La Grèce (indépendante depuis 1829) adopte le calendrier grégorien à des fins civiles en 1923, à la suite de la révolution du 11 septembre 1922 : le mercredi 15 février 1923 est suivi du jeudi 1er mars 1923. L'église orthodoxe grecque est également forcée, à la fin de l'année 1923, à abandonner le calendrier julien au profit du calendrier julien révisé.

## Afrique et Asie

### Asie orientale
Le Japon a décidé de remplacer officiellement son calendrier lunisolaire traditionnel par le calendrier grégorien en 1872, de sorte que le lendemain du deuxième jour du douzième mois de la cinquième année du règne de l'empereur Meiji est devenu le 1er janvier 1873. Le rendu japonais des mois occidentaux est simplement ichi-gatsu ou « mois un » pour janvier, ni-gatsu ou « mois deux » pour février, etc. Cela a aligné le calendrier du Japon sur celui des grandes puissances occidentales (hors Russie). À ce jour[Quand ?], cependant, il est courant d'utiliser Nengo, noms de règne, au lieu du système Common Era ou Anno Domini, en particulier pour les documents officiels ; par exemple, Meiji 1 pour 1868, Taishō 1 pour 1912, Shōwa 1 pour 1926, Heisei 1 pour 1989, Reiwa 1 pour 2019, etc. Pourtant, ce système a été de plus en plus remplacé dans l'usage populaire par le « calendrier occidental » (西暦, seireki) au cours du XXe siècle.
La Corée a adopté le calendrier grégorien le 1er janvier 1895 avec la participation active de Yu Kil-chun. Bien que le nouveau calendrier ait continué à numéroter ses mois, il y avait plusieurs systèmes utilisés pour se référer à ses années : pendant la dynastie Joseon, en 1895–1897, ses années étaient numérotées depuis la fondation de cette dynastie, en considérant 1392 comme la première année ; puis entre 1897 et 1910, et de nouveau de 1948 à 1962, les noms de l'ère coréenne ont été utilisés pour ses années ; et entre 1910 et 1945, lorsque la Corée était sous domination japonaise, les noms de l'époque japonaise ont été utilisés pour compter les années du calendrier grégorien utilisé en Corée.
En Corée du Sud, de 1945 à 1961, les années civiles grégoriennes ont également été comptées à partir de la fondation de Gojoseon en 2333 av. J.-C. (considérée comme la première année), date de la légendaire fondation de la Corée par Dangun, d'où ces années Dangi (단기) étaient 4278 à 4294. Cette numérotation a été utilisée de manière informelle avec le calendrier lunaire coréen avant 1945, mais n'est utilisée qu'occasionnellement aujourd'hui. La Corée du Nord de 1997 compte officiellement les années basées sur l'ère du Juche, dont la première année est 1912.
La république de Chine (ROC) a officiellement adopté le calendrier grégorien lors de sa fondation le 1er janvier 1912, mais la Chine est rapidement entrée dans une période de seigneur de guerre avec différents chefs de guerre utilisant différents calendriers. Avec l'unification de la Chine sous le Kuomintang en octobre 1928, le gouvernement nationaliste a décrété qu'à compter du 1er janvier 1929, le calendrier grégorien serait utilisé. La Chine a conservé les traditions chinoises de numérotation des mois et un système d'époque modifié, antidatant la première année du ROC à 1912 ; ce système est toujours utilisé à Taïwan où le gouvernement de la république de Chine a le contrôle, depuis 1949. Lors de la conquête de Pékin par les troupes communistes et la fondation d'un nouvel État communiste au 1 er octobre 1949, la république populaire de Chine a continué à utiliser le calendrier grégorien avec des mois numérotés, mais a aboli le système de l'ancienne ère de la république de Chine ; elle a aussi adopté les années numérotées occidentales.

### Pays musulmans
Le calendrier officiel avant l'époque contemporaine est le calendrier hégirien, qui est un calendrier lunaire, décalé de 10 jours tous les ans par rapport à un calendrier solaire et dont la date de référence est celle de l'Hégire, le départ de Mahomet pour Yathrib (ensuite rebaptisée Médine), en 622 des calendriers chrétiens.

### L'Empire ottoman et la République turque
Dans l'Empire ottoman, État musulman dont le sultan assume le titre de calife, un calendrier solaire est adopté durant la période de réformes des années 1840-1870 (le tanzimat) en ce qui concerne les affaires civiles : le « calendrier rumi » (« romain »), qui est un calendrier julien dont l'année de départ reste celle de l'Hégire (avec un écart constant de 584 ans). Le calendrier musulman (lunaire) est conservé pour les affaires religieuses.
Le calendrier grégorien est adopté en 1917 pour les affaires civiles : le 16 février 1917 est suivi du 1er mars 1917. Le début de l'année est placé au 1er janvier à partir de 1918.
Le calendrier grégorien remplace intégralement le calendrier musulman le 1er janvier 1926, à la suite de l'abolition du califat par Mustafa Kemal, fondateur de la République turque.

### Afrique non musulmane
L'Éthiopie, pays de tradition chrétienne ancienne, conserve son calendrier traditionnel, qui est proche du calendrier julien.

## Chronologie de l'adoption

### Par pays

#### Europe
| Pays / État                                                                     | Dates d'adoption du calendrier grégorien |
| ------------------------------------------------------------------------------- | --- |
| Albanie                                                                         | En décembre 1912. |
| Allemagne                                                                       | Selon les États : - États catholiques : entre 1583 et 1585. - Prusse : le 22 août 1610 est suivi par le 2 septembre 1610. - États protestants : le 18 février 1700 est suivi par le 1er mars 1700 (avec des variantes locales). |
| Autriche (alors principautés appartenant aux Habsbourg)                         | Selon la région : - Haute et Basse Autriche - Salzbourg et Tyrol : le 5 octobre 1583 est suivi par le 16 octobre 1583. - Carinthie et Styrie : le 14 décembre 1583 est suivi par le 25 décembre 1583. |
| Belgique (alors pour l'essentiel partie des Pays-Bas espagnols)                 | Provinces du sud des Pays-Bas espagnols (Brabant, Flandre, Namur, Hainaut, Luxembourg) et principauté ecclésiastique de Liège : le 14 décembre 1582 est suivi par le 25 décembre 1582. |
| Bulgarie                                                                        | Le 31 mars 1916 est suivi par le 14 avril 1916. |
| Danemark (incluant la Norvège)                                                  | Le 18 février 1700 est suivi par le 1er mars 1700. |
| Espagne                                                                         | Le 4 octobre 1582 suivi par le 15 octobre 1582 Ainsi, sainte Thérèse d'Avila est morte dans la nuit du 4 au 15 octobre 1582. |
| Estonie                                                                         | En 1918. |
| Finlande                                                                        | La Finlande faisait partie de la Suède lorsque celle-ci adopte le calendrier grégorien en 1753. Lorsque la Finlande devient dépendante de la Russie, elle conserve l'usage officiel du calendrier grégorien, mais le calendrier julien est parfois utilisé. |
| France                                                                          | Le 9 décembre 1582 est suivi par le 20 décembre 1582, mais les parlements approuvent ce changement plus ou moins tardivement. En ce qui concerne les territoires qui n'étaient pas français à l'époque : - Alsace non catholique : à Strasbourg, le 5 février 1682 est suivi par le 16 février 1682. Le passage a lieu à peu près à la même date dans les paroisses protestantes d'Alsace, à l'exception de Mulhouse. - Mulhouse (ville appartenant à la Confédération suisse) : le 31 décembre 1700 est suivi par le 12 janvier 1701. - Lorraine : le 16 février 1760 est suivi par le 28 février 1760. - Franche-Comté. - Nord-Pas-de-Calais, alors partie des Pays-Bas espagnols (parties du comté de Flandre, Artois, Cambrésis) : le 14 décembre 1582 est suivi par le 25 décembre 1582. - Savoie et Nice. |
| Grande-Bretagne                                                                 | Selon les régions : - Angleterre, pays de Galles, colonies : le 2 septembre 1752 est suivi par le 14 septembre 1752. De plus le début de l'année fut fixé au 1er janvier et non plus fin mars. 11 jours ont été supprimés et non 10, car en 1752, le décalage entre les calendriers julien et grégorien était passé à 11 jours. - Écosse : beaucoup de confusion au regard des changements écossais. Différentes autorités n'apprécièrent pas d'effectuer ce changement en même temps que le reste de la Grande-Bretagne ; certaines le firent bien avant. |
| Grèce                                                                           | Le 9 mars 1924 est suivi par le 23 mars 1924. |
| Hongrie (alors royaume de Hongrie, aux Habsbourg)                               | le 21 octobre 1587 est suivi par le 1er novembre 1587. |
| Italie                                                                          | Le 4 octobre 1582 est suivi par le 15 octobre 1582. |
| Lettonie                                                                        | Pendant l'occupation allemande de 1915 à 1918. |
| Lituanie                                                                        | En 1915. |
| Luxembourg (alors partie des Pays-Bas espagnols)                                | Le 14 décembre 1582 est suivi par le 25 décembre 1582. |
| Norvège                                                                         | Voir Danemark. |
| Pays-Bas (partie des Pays-Bas espagnols insurgés en 1582, puis Provinces-Unies) | Selon les provinces : - Hollande, Zélande, Limburg : le 14 décembre 1582 est suivi par le 25 décembre 1582. - Groningue : le 28 février 1583 est suivi par le 11 mars 1583 ; retour au calendrier julien durant l'été 1584 ; puis le 31 décembre 1700 fut suivi par le 12 janvier 1701. - Gueldre : le 30 juin 1700 est suivi par le 12 juillet 1700. - Utrecht et Overijssel : le 30 novembre 1700 est suivi par le 12 décembre 1700. - Frise (et territoire de la Drenthe) : le 31 décembre 1700 est suivi par le 12 janvier 1701. |
| Pologne                                                                         | En 1586. |
| Portugal                                                                        | Le 4 octobre 1582 est suivi par le 15 octobre 1582. |
| Roumanie                                                                        | Le 31 mars 1919 est suivi par le 14 avril 1919 (la partie orthodoxe du pays changea plus tard[réf. nécessaire]). |
| Russie                                                                          | Le 31 janvier 1918 est suivi par le 14 février 1918 ; dans la partie orientale du pays, le changement intervient en 1920 à la suite de la victoire des bolcheviks dans la guerre civile. |
| Slovaquie (alors partie du royaume de Hongrie)                                  | le 21 octobre 1587 est suivi par le 1er novembre 1587. |
| Suède et Finlande                                                               | le 17 février 1753 est suivi par le 1er mars 1753 ; la Suède utilise une variante du calendrier julien entre le 1er mars 1700 et le 29 février 1712). |
| Suisse                                                                          | Variable selon les cantons : - Les premiers furent 7 cantons catholiques qui passèrent du 11 janvier 1584 au 22 janvier 1584 - Pour les derniers du 31 décembre 1700 au 12 janvier 1701. - Certains villages conservèrent le calendrier julien jusqu'en 1812. |
| République tchèque (alors royaume de Bohême aux Habsbourg)                      | Le 6 janvier 1584 est suivi par le 17 janvier 1584. |
| Turquie                                                                         | Passage du calendrier musulman et rumi au calendrier grégorien le 1er janvier 1927. |
| Yougoslavie                                                                     | En 1919. |

#### Hors d'Europe
| Pays / État | Dates d'adoption du calendrier grégorien |
| ----------- | --- |
| Canada      | Selon la région : - Terre-Neuve et la Baie d'Hudson : le 2 septembre 1752 est suivi par le 14 septembre 1752. - Nouvelle-Écosse : grégorien de 1605 au 13 octobre 1710, julien du 2 octobre 1710 au 2 septembre 1752, de nouveau grégorien depuis le 14 septembre 1752. - Reste du Canada : grégorien depuis le premier accord européen.                                      |
| Chine       | 1912 soit en 1929, soit en 1949, selon l'autorité qui en a décidé[réf. nécessaire]. |
| Égypte      | En 1875. |
| États-Unis  | Différentes zones ont changé à différents moments : - Côte Est : avec la Grande-Bretagne en 1752. - Vallée du Mississippi avec la France en 1582. - Texas, Floride, Californie, Nevada, Arizona, Nouveau-Mexique : avec l'Espagne en 1582. - Washington, Oregon : avec la Grande-Bretagne en 1752. - Alaska : en octobre 1867 quand elle devint partie intégrante de l'Union. |
| Japon       | Le calendrier grégorien est introduit en supplément du calendrier traditionnel le 1er janvier 1873. |
| Turquie     | Passage du calendrier musulman et rumi au calendrier grégorien le 1er janvier 1927. |